# Инжињеријске јединице Југословенске војске
Инжињерија је представљала посебан род Југословенске војске.

## Историјат

### Пре реформе 1930. године
До 1930. године, свака инжињеријска јединица је имала засебну Команду инжињерије у саставу појединачне војне области, која је укључивала један пионирски батаљон (састављен од 4 чете), један понтонски полубатаљон (2 чете), једну телеграфску и једну рефлекторску чету, одељење голубије поште и технички парк.
Команда инжињерије прве армијске области била је смештена у Шапцу, као и понтонски батаљон и телеграфска и рефлекторска чета, док је пионирски батаљон био у Горњем Милановцу, одељење голубије поште у Петроварадину, а бежична станица у Београду.
Команда инжињерије прве армијске области се налазила у Сарајеву, са пионирским батаљоном и телеграфском и рефлекторском четом, а понтонски батаљон се налазио у Брчком. Под Командом инжињерије треће војне области у Скопљу, стајали су пионирски батаљон и телеграфска и рефлекторска чета, а понтонски батаљон је био стациониран у Велесу.
У четвртој армијској области, Команда инжињерије се налазила у Карловцу са пионирским батаљоном и телеграфском и рефлекторском четом. Понтонски батаљон је био смештен у Птују, а бежична станица у Загребу.
Последња Команда инжињерије формирана је у петој армијској области у Нишу и имала је само пионирски батаљон у Неготину, као и телеграфску и рефлекторску чету у Нишу.
У оквиру инжињерије, постојали су још инжињеријски батаљон у Боки Которској, два телеграфска ескадрона и одељење коњичких пионира у Нишу и Загребу.

### Реформа 1930. године
Са оснивањем Команде инжињерије 1930. године, настале су Пионирска команда, Понтонска команда, Телеграфско техничка команда у Земуну и Железничка команда у Славонском Броду, као и и инжињеријска чета у Шибенику. Основане су и две школе за обуку инжињераца: Инжињеријска официрска школа у Београду и Инжињеријска подофицирска школа у Марибору. Официрска школа је издавала Инжињеријски гласник, а школовање је трајало девет месеци.
Закључно са 1934. годином, расформирани су штаб телеграфско-техничке команде, штаб техничког пука, два штаба техничких батаљона, 5 чета техничког пука, 5 штабова инжињеријских паркова, 2 маскирне и 1 хидротехничка чета, док су рефлекторске јединице подведене под састав противавионских пукова.
Први специјализовани стручни инжињеријски курс на Војној академији у Београду, одржан је за полазнике 66. класе и прошло га је свега 15 питомаца.